# Anoectochilus petelotii
Anoectochilus petelotii là một loài thực vật có hoa trong họ Lan. Loài này được (Gagnep.) Seidenf. mô tả khoa học đầu tiên năm 1975.